# 博卡真小鯉
博卡真小鯉（学名：Cyprinella bocagrande）为輻鰭魚綱鯉形目雅羅魚科的其中一種，被IUCN列為極危保育類動物。

## 分布
本魚分布於中美洲墨西哥北部Guzman河流域，為特有種。

## 特徵
本魚口端位，缺乏基尾骨斑點；胸部完全覆蓋著鱗片；上頜大，喉部的斑紋延伸至眼窩下面，繁殖期的雌魚有明顯的青紫色-彩色的側面斑紋，背鰭軟條8至9枚；臀鰭軟條7至9枚；脊椎骨30至32個，體長可達4.1公分。

## 生態
本魚棲息於泉水中，大多數的成魚出現在水團的上面幾公尺與在香蒲花的邊緣附近或在香蒲花叢中泉水周圍。少數個體被發現於開放水域與在底部的附近。